# Aigner Sándor
Aigner Sándor (Temesvár, 1854. július 21. – Budapest, 1912. január 30.) magyar építész.

## Életútja
A Bécsi Képzőművészeti Akadémián tanult, majd külföldön járt tanulmányúton, melyet követően Budapestre költözött. Ő irányította a budai Mátyás-templom restaurálását. 1898-ban a Műemlékek Országos Bizottsága, később pedig az Országos Képzőművészeti és az Országos Középítési Tanács tagjává választották. Eklektikus stílusú épületei hangsúlyozzák a középkori formaelemeket. Ilyenek pl. az Örökimádás templom, az egykori Szent Imre-kollégium, a zágrábi és besztercebányai erdőigazgatósági épületek, illetve a nagybecskereki törvényszék háza.
Felesége Steiner Jozefin volt. Gyermekei Vilmos és Ottó.
Fiumei úti sírkertben található védett sírját 2007-ben újíttatta fel a Nemzeti Emlékhely és Kegyeleti Bizottság. Sírjának képe.

## Ismert épületeinek listája[8][9][10]
- 1886: Erdészeti pavilon, Budapest, Városliget (az Országos kiállításra készült)
- 1880-as évek: Dr. Lippich Elek villája, Budapest, Thököly út
- 1894: bérház, 1093 Budapest, Mátyás u. 7.
- 1896: Erdészeti pavilon, Budapest, Városliget (a milleniumi ünnepségekre készült)
- 1898–1899: Római katolikus templom, 5200 Törökszentmiklós, Ipolyi Arnold tér 1.
- 1898–1900: Erdőigazgatósági székház, Zágráb
- 1899–1901: Erdőigazgatósági székház, Besztercebánya
- 1903: Ermel-Vojnits Erzsébet sírkápolnája, Bonyhád[11]
- 1903–1908: Örökimádás templom, -apácazárda és oltáregyesületi bérház, 1091 Budapest, Üllői út 77.
- 1904–1905: Járásbíróság, Szászrégen
- 1904–1905: Járásbíróság, Galánta
- 1904–1905: Járásbíróság, Facsád
- 1904–1905: Járásbíróság, Mócs
- 1905: Törvényszéki palota, Nagybecskerek
- 1905–1909: Szent Rókus-templom, 6724 Szeged, Szent Rókus tér
- 1906–1908: Szent Imre-kollégium, 1117 Budapest, Fehérvári út 17.
- 1908–1910: Papnevelő intézet, Győr (Czigler Győző terveinek átdolgozásával)
- 1909–1910: Magyarok Nagyasszonya-templom, Pécs, Szabolcsfalu[12]
- 1908: Plébániatemplom, Kisláng
- 1909–1910: Járásbíróság, Sárvár
- 1910–1912: Plébániatemplom, Mecseknádasd
- 1911–1912: Járásbíróság, Tasnád

### Meg nem valósult tervei
- 1883. Aradi színház, Arad
- 1885. Ívócsarnok, Budapest, Andrássy út városligeti torkolatánál
- 1895 k.: Erzsébetvárosi plébániatemplom, Budapest, Rózsák tere – végül Steindl Imre tervei szerint épült meg, ez a mai Árpád-házi Szent Erzsébet-plébániatemplom (1074 Budapest, Rózsák tere 8.)
- 1904:[13] Gyulafehérvári Törvényszéki Palota
- 1905:[14] a Kultuszminisztérium Palotája
- 1905:[15] Zólyomi evangélikus templom és nagybecskereki törvényszéki palota
- 1906:[16] első díjat nyert a Szegedi Fogadalmi templom tervpályázatán Rainer Károllyal – az épület végül Schulek Frigyes és Foerk Ernő tervei szerint épült fel (6720 Szeged, Dóm tér 15.)
- 1907:[17][18] a földművelésügyi minisztérium palotája átalakítása
- 1909: első díjat nyert a pestvidéki törvényszék épületi terve is – az épület végül Aigner halála miatt Jablonszky Ferenc és Hübner Jenő tervei szerint épült fel, ez a mai Gyorskocsi utcai büntetés-végrehajtási intézet (1027 Budapest, Gyorskocsi u. 25.)

### Restaurátori munkálatai
- veszprémi székesegyház
- szabadkai Szent Ferenc templom
- győri székesegyház

## Képtár

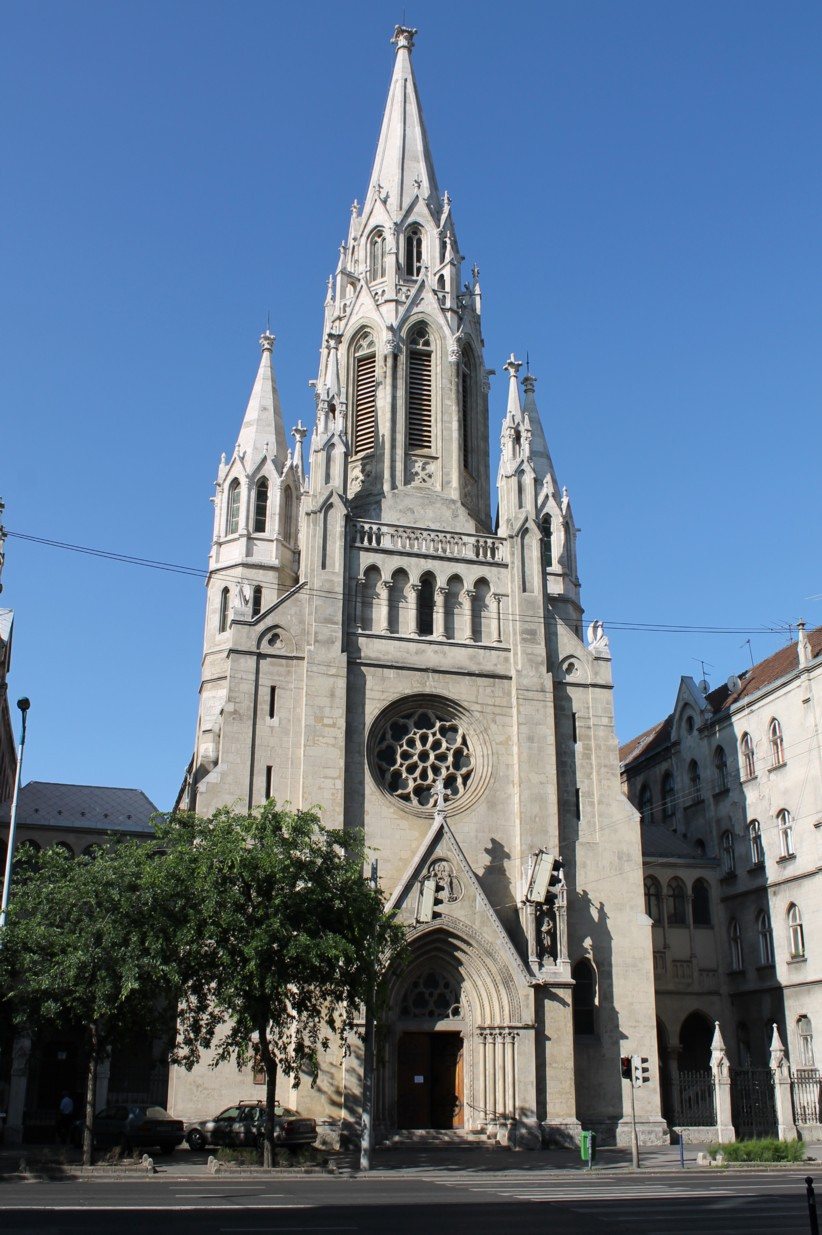
Az Örökimádás templom
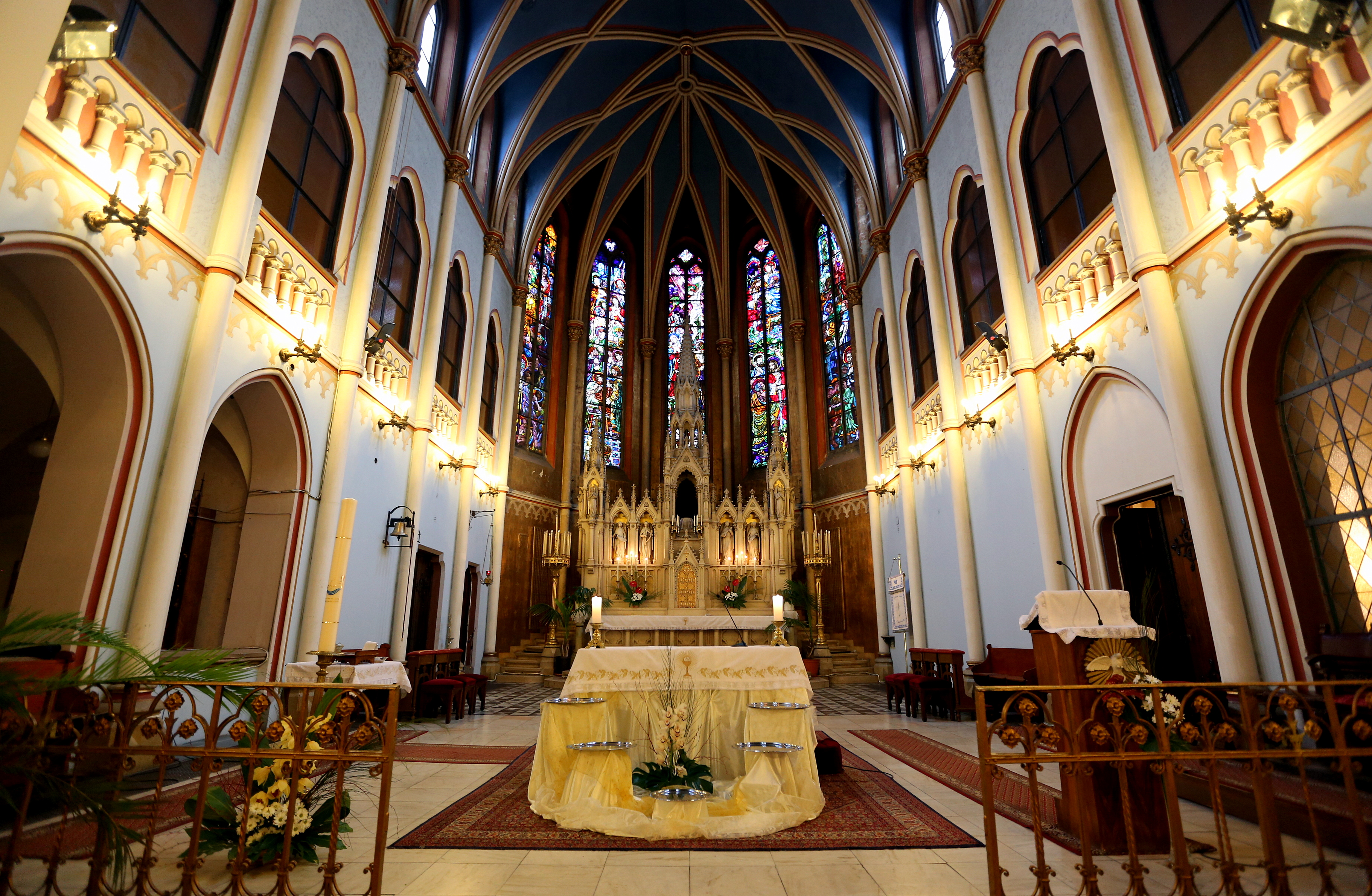
Az Örökimádás templom szentélye
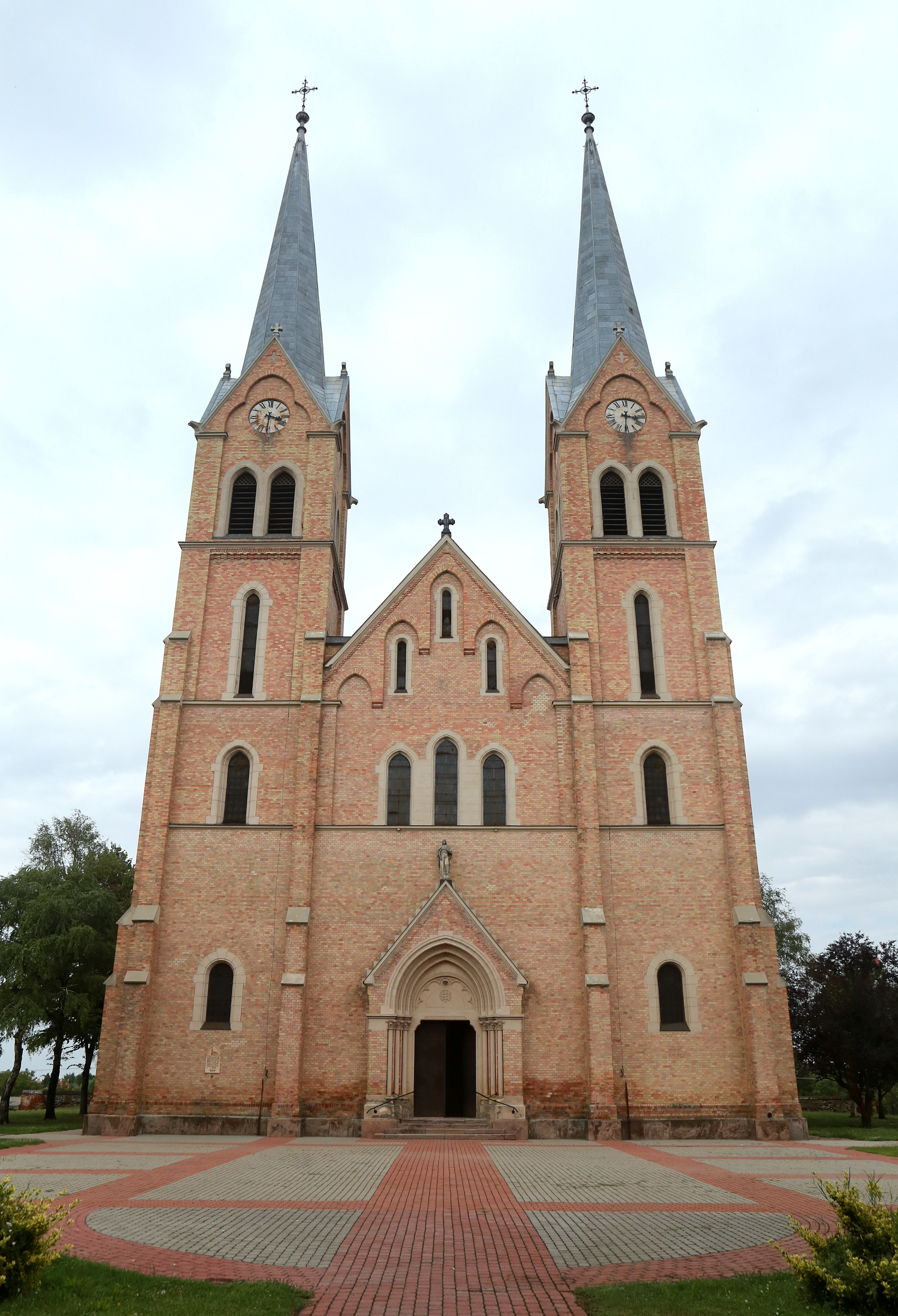
Törökszentmiklósi templom
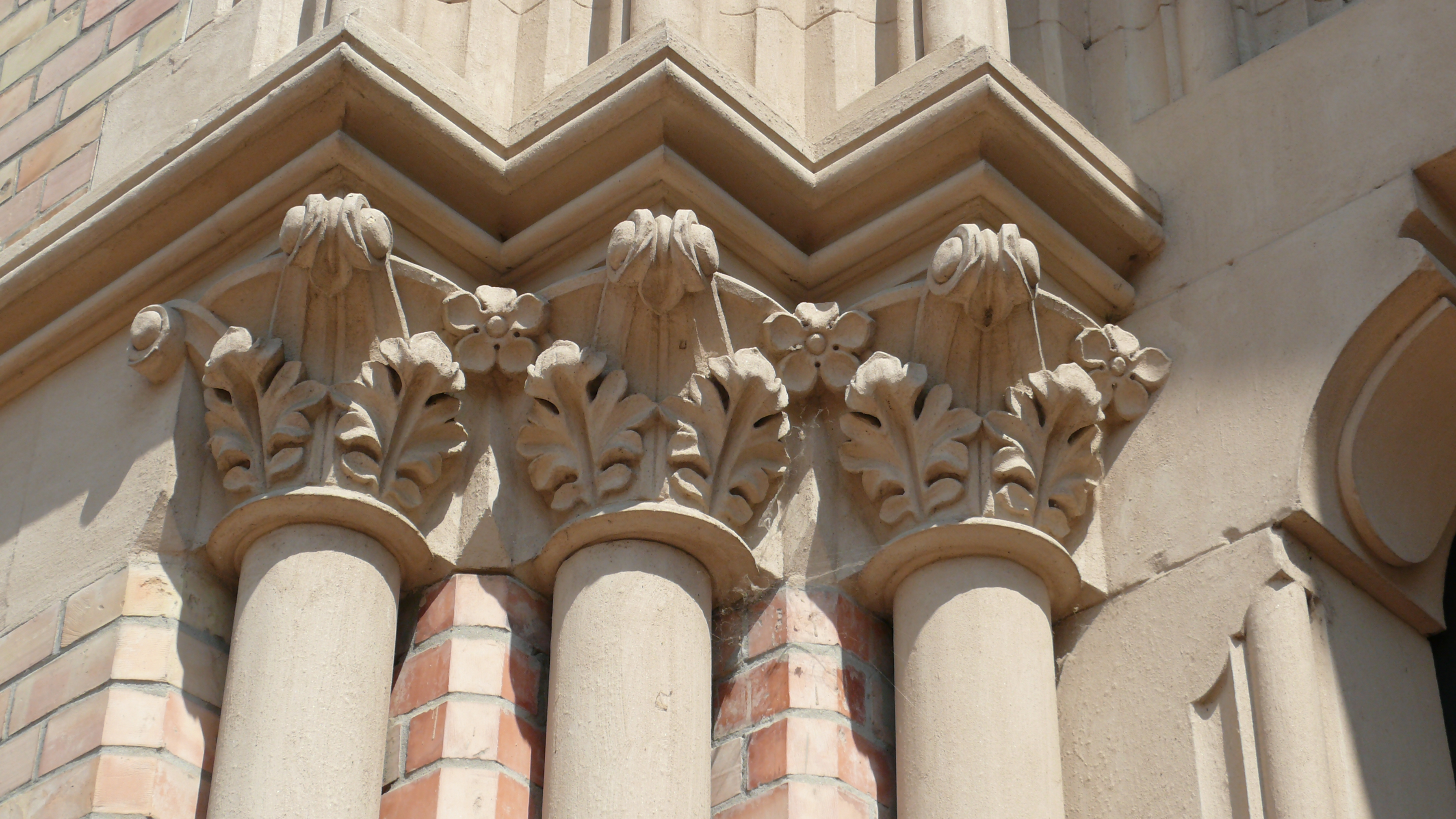
Törökszentmiklósi templom (részlet)
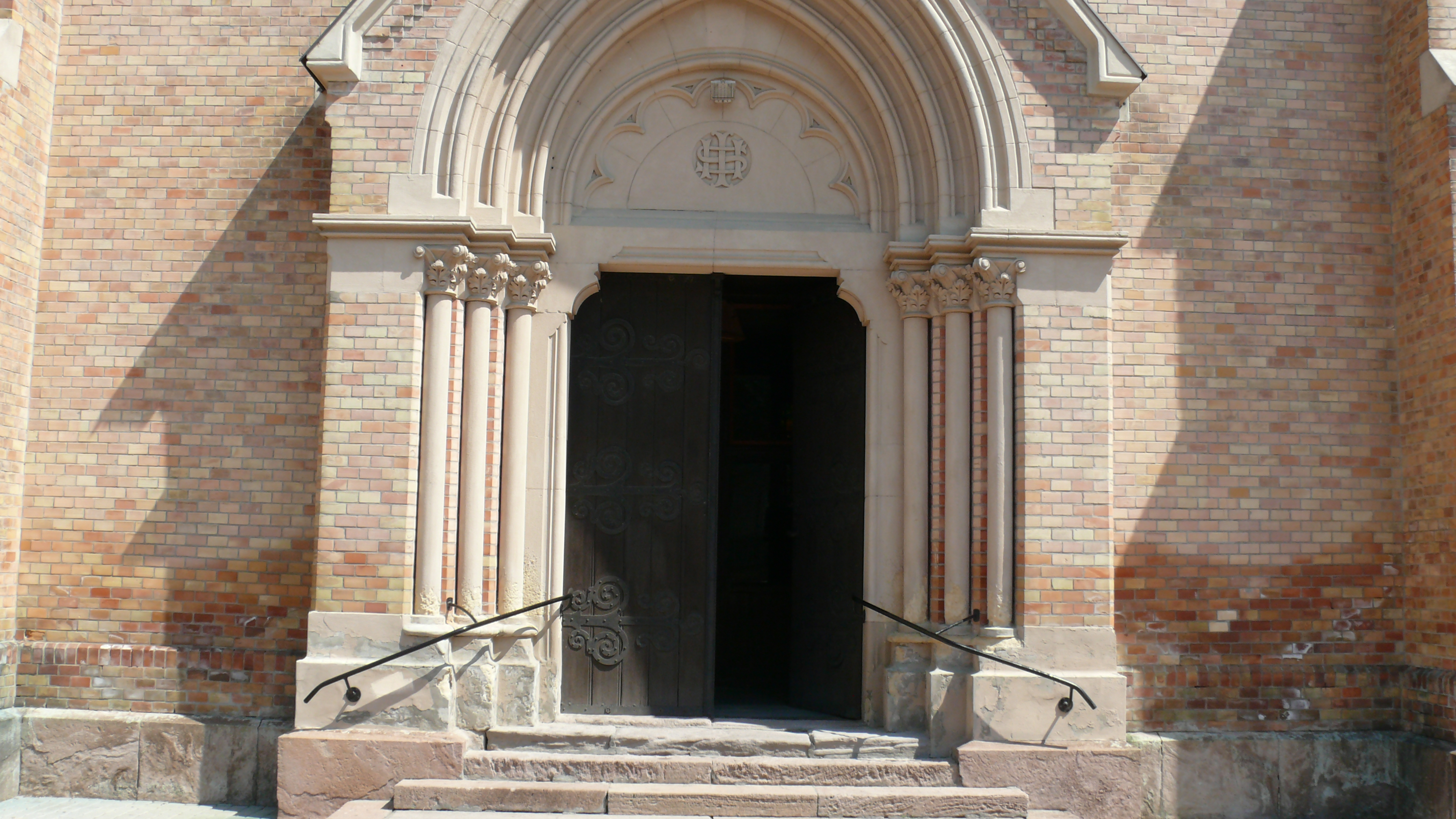
Törökszentmiklósi templom (részlet)
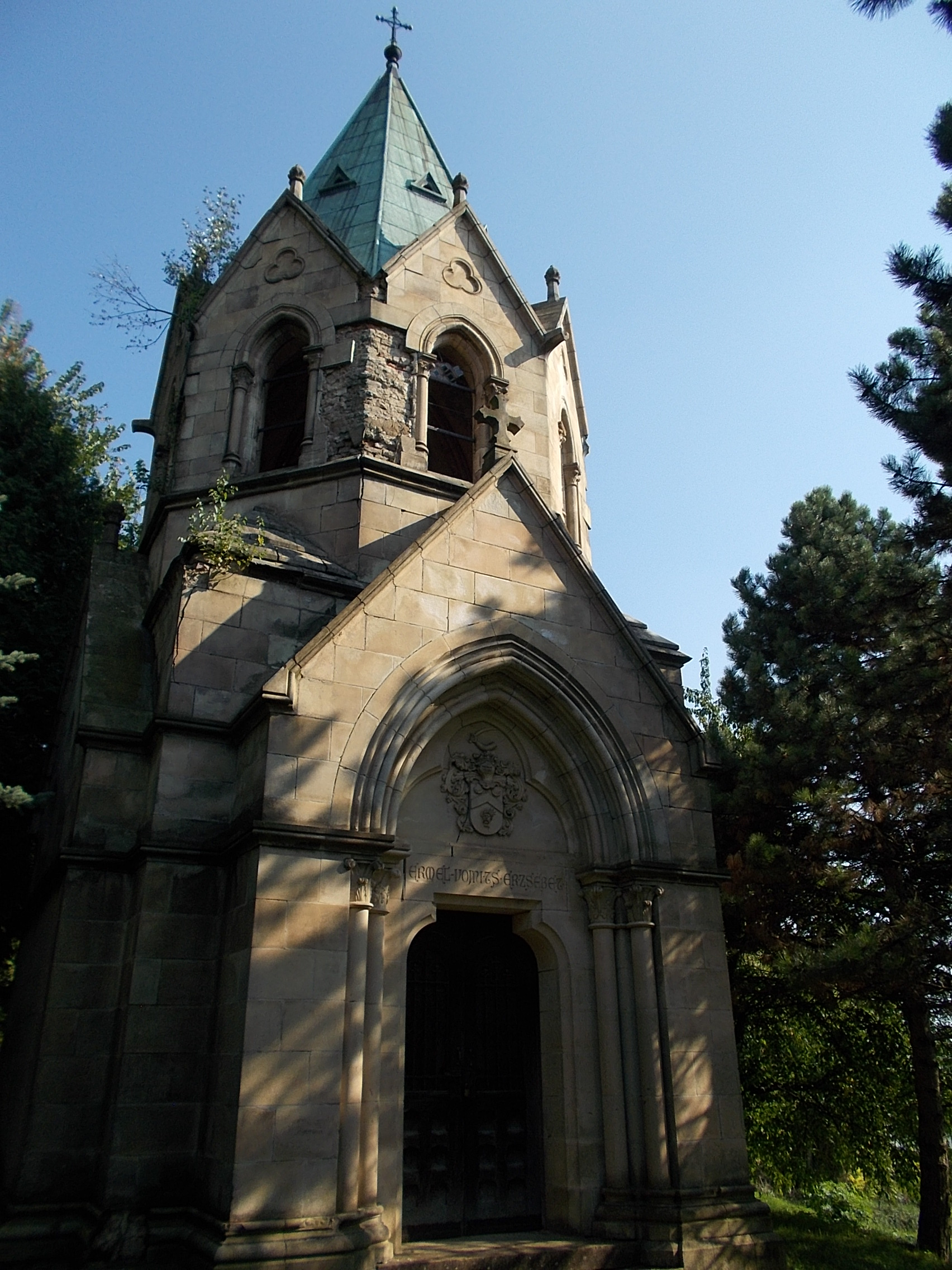
Ermel-Vojnits mauzóleum, Bonyhád
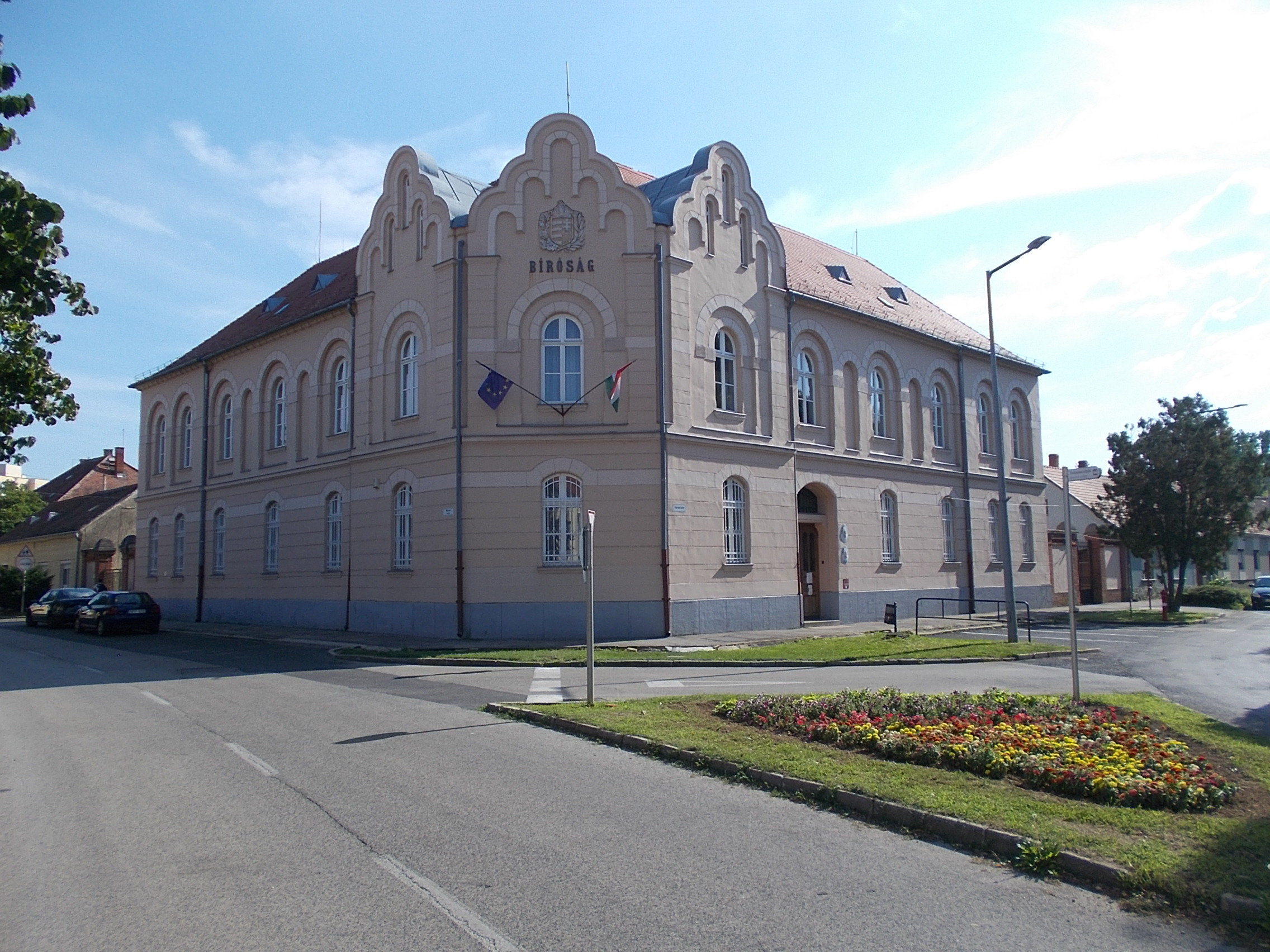
Sárvári Járásbíróság
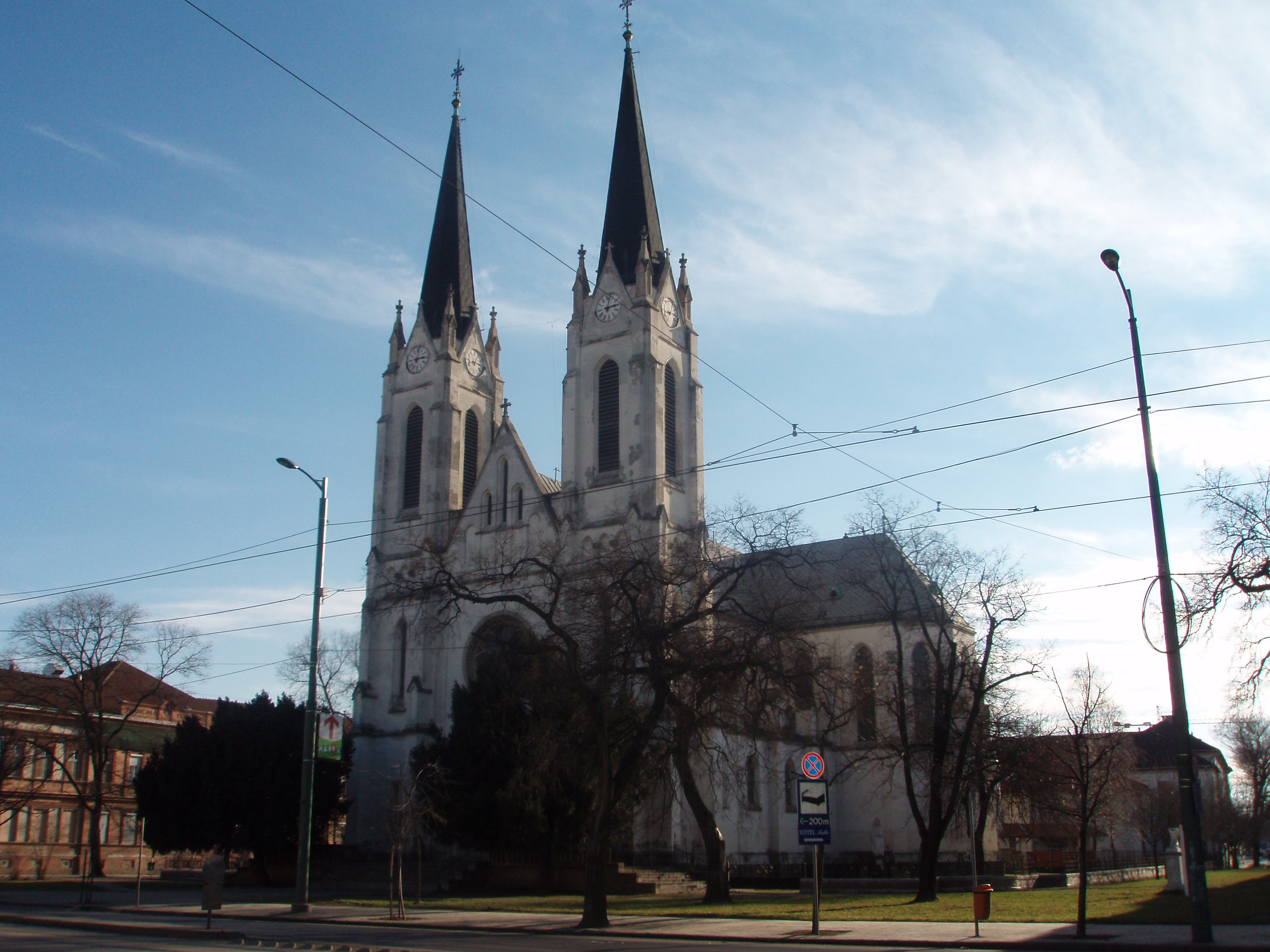
Szent Rókus templom, Szeged
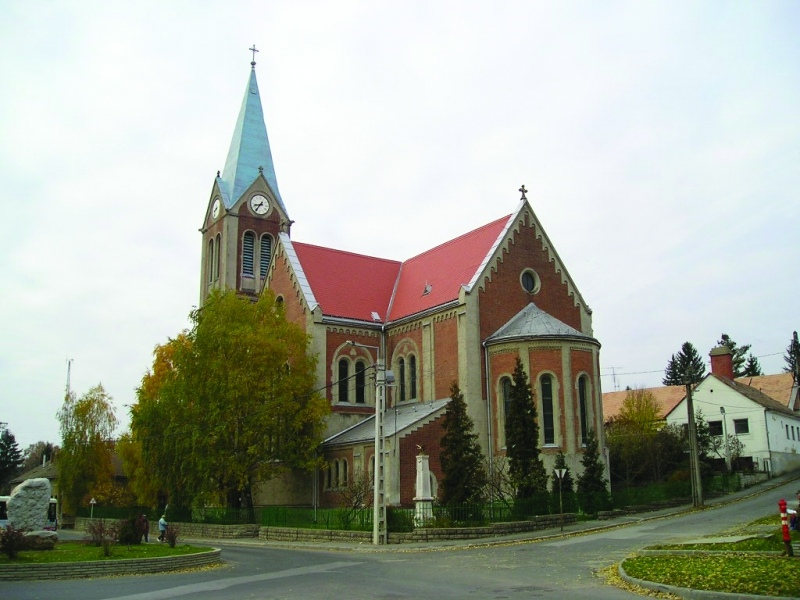
Magyarok Nagyasszonya-templom, Pécs, Szabolcsfalu